# Klasszikus zene
A klasszikus zene általában a nyugati világ olyan tanult művészzenéjére utal, amelyet megkülönböztetünk a népzenétől és a könnyűzenétől. Néha nyugati klasszikus zeneként nevezik, mivel a "klasszikus zene" kifejezés a nem nyugati zenéket is magába foglalja. A fogalom alatt három különböző jelentéstartalmat is értünk.

## Meghatározása
- Legtágabb értelmében – akkor komolyzenének is nevezzük – a zene legáltalánosabb felosztási kategóriája szerinti terület a dzsessz, a könnyűzene, az alkalmazott zene (színház, film) és a népzene mellett. E jelentésében évezredes múltú, folyamatos és határozott tradícióval bíró, szilárdan megalapozott, mégis dinamikus esztétikai szempontrendszerrel bíró művészet, amely művelői, a zeneszerzők és az előadók útján (optimális esetben) műalkotásokat hoz létre. (Esetenként a klasszikus zene fenti meghatározását csak a nyugati zenekultúrára vonatkoztatják, annak történelmi jelentőségére és más zenekultúrákra gyakorolt hatására hivatkozva, ez azonban nélkülöz bármely elfogulatlan tudományos megközelítést.)

- Esztétikai értelemben bármely, a legkülönbözőbb értelemben vett – társadalmi vagy szakmai közmegegyezés szerinti – magas kvalitással bíró zene. Ez értelemszerűen nem csak a komolyzenére vonatkozik, hiszen beszélünk „klasszikus dzsesszről”, a „rockzene klasszikusairól” és „klasszikus magyar népdalról”. Ilyen alkalmazásában tulajdonképpen nem zenei terminus, esztétikai normaként rendkívül széles körben használjuk: példaszerű, mintaszerű, a maga nemében tökéletes stb. (még csak nem is feltétlenül a művészetek körén belül).
- Legszűkebb értelmében a klasszikus zene – mint zenetörténeti korstílus – a bécsi klasszika szinonimája; a bécsi klasszikus zeneszerzők: Haydn, Mozart és a fiatal Beethoven (esetenként egyúttal az őket követő, kortárs kisebb mesterek) munkásságának elnevezése; illetve az a stíluskorszak, melyben e zeneszerzők tevékenykedtek: nagyjából az 1780-tól 1820-ig terjedő időszak. Hasonlóképpen a bécsi klasszika közvetlen előzményét gyakran preklasszikának nevezik. (Közkeletű, de súlyos terminológiai tévedés a bécsi klasszikát „klasszicizmus” névvel illetni. A klasszicizmus törekvéseinek középpontjában a klasszikus ókor művészeti eszményeinek újjáélesztése áll, ezzel szemben Haydnt, Mozartot és Beethovent a zenetörténet-írás saját jogán tekinti klasszikusnak: elsőrangúnak, mértékadónak, példaértékűnek. Ezért ők nem klasszicisták, hanem a szó klasszikus értelmében klasszikusok.)

## A klasszikus zene helye a másfajta zenék mellett
|  |  |  |  |                              |                              |                              |                              |                                                                        |                                                                        |                                                                        |                                                                        |                                                                        |                                                                        |                                                                 |                                                                 |                                                                 |                                                                 |         |         |               |               |               |               |                  |                  |                  |                  |                  |                  |          |          |          |          |  |  |                                                         |                                                         |                                                         |                                                         |                                                         |                                                         |                   |                   |                                                         |                                                         |                                                         |                                                         |                                                         |                                                         |  |  |  |  |  |  |  |  |  |  |  |  |  |  |  |  |  |  |  |  |  |  |  |  |  |  |  |  |  |  |  |  |  |  |  |  |
|  |  |  |  |                              |                              |                              |                              |                                                                        |                                                                        |                                                                        |                                                                        |                                                                        |                                                                        |                                                                 |                                                                 | Zenefajták                                                      |                                                                 |         |         |               |               |               |               |                  |                  |                  |                  |                  |                  |          |          |          |          |  |  |                                                         |                                                         |                                                         |                                                         |                                                         |                                                         |                   |                   |                                                         |                                                         |                                                         |                                                         |                                                         |                                                         |  |  |  |  |  |  |  |  |  |  |  |  |  |  |  |  |  |  |  |  |  |  |  |  |  |  |  |  |  |  |  |  |  |  |  |  |
|  |  |  |  |                              |                              |                              |                              |                                                                        |                                                                        |                                                                        |                                                                        |                                                                        |                                                                        |                                                                 |                                                                 |                                                                 |                                                                 |         |         |               |               |               |               |                  |                  |                  |                  |                  |                  |          |          |          |          |  |  |                                                         |                                                         |                                                         |                                                         |                                                         |                                                         |                   |                   |                                                         |                                                         |                                                         |                                                         |                                                         |                                                         |  |  |  |  |  |  |  |  |  |  |  |  |  |  |  |  |  |  |  |  |  |  |  |  |  |  |  |  |  |  |  |  |  |  |  |  |
|  |  |  |  |                              |                              |                              |                              |                                                                        |                                                                        |                                                                        |                                                                        |                                                                        |                                                                        |                                                                 |                                                                 |                                                                 |                                                                 |         |         |               |               |               |               |                  |                  |                  |                  |                  |                  |          |          |          |          |  |  |                                                         |                                                         |                                                         |                                                         |                                                         |                                                         |                   |                   |                                                         |                                                         |                                                         |                                                         |                                                         |                                                         |  |  |  |  |  |  |  |  |  |  |  |  |  |  |  |  |  |  |  |  |  |  |  |  |  |  |  |  |  |  |  |  |  |  |  |  |
|  |  |  |  |                              |                              |                              |                              | Nagy múltú zeneelméleti, zenetudományi alapokkal rendelkező zenefajták | Nagy múltú zeneelméleti, zenetudományi alapokkal rendelkező zenefajták | Nagy múltú zeneelméleti, zenetudományi alapokkal rendelkező zenefajták | Nagy múltú zeneelméleti, zenetudományi alapokkal rendelkező zenefajták | Nagy múltú zeneelméleti, zenetudományi alapokkal rendelkező zenefajták | Nagy múltú zeneelméleti, zenetudományi alapokkal rendelkező zenefajták |                                                                 |                                                                 | Népzene                                                         | Népzene                                                         | Népzene | Népzene | Népzene       | Népzene       |               |               | Alkalmazott zene | Alkalmazott zene | Alkalmazott zene | Alkalmazott zene | Alkalmazott zene | Alkalmazott zene |          |          |          |          |  |  |                                                         |                                                         |                                                         |                                                         | Szórakoztató zene                                       | Szórakoztató zene                                       | Szórakoztató zene | Szórakoztató zene | Szórakoztató zene                                       | Szórakoztató zene                                       |                                                         |                                                         |                                                         |                                                         |  |  |  |  |  |  |  |  |  |  |  |  |  |  |  |  |  |  |  |  |  |  |  |  |  |  |  |  |  |  |  |  |  |  |  |  |
|  |  |  |  |                              |                              |                              |                              | Nagy múltú zeneelméleti, zenetudományi alapokkal rendelkező zenefajták | Nagy múltú zeneelméleti, zenetudományi alapokkal rendelkező zenefajták | Nagy múltú zeneelméleti, zenetudományi alapokkal rendelkező zenefajták | Nagy múltú zeneelméleti, zenetudományi alapokkal rendelkező zenefajták | Nagy múltú zeneelméleti, zenetudományi alapokkal rendelkező zenefajták | Nagy múltú zeneelméleti, zenetudományi alapokkal rendelkező zenefajták |                                                                 |                                                                 | Népzene                                                         | Népzene                                                         | Népzene | Népzene | Népzene       | Népzene       |               |               | Alkalmazott zene | Alkalmazott zene | Alkalmazott zene | Alkalmazott zene | Alkalmazott zene | Alkalmazott zene |          |          |          |          |  |  |                                                         |                                                         |                                                         |                                                         | Szórakoztató zene                                       | Szórakoztató zene                                       | Szórakoztató zene | Szórakoztató zene | Szórakoztató zene                                       | Szórakoztató zene                                       |                                                         |                                                         |                                                         |                                                         |  |  |  |  |  |  |  |  |  |  |  |  |  |  |  |  |  |  |  |  |  |  |  |  |  |  |  |  |  |  |  |  |  |  |  |  |
|  |  |  |  |                              |                              |                              |                              |                                                                        |                                                                        |                                                                        |                                                                        |                                                                        |                                                                        |                                                                 |                                                                 |                                                                 |                                                                 |         |         |               |               |               |               |                  |                  |                  |                  |                  |                  |          |          |          |          |  |  |                                                         |                                                         |                                                         |                                                         |                                                         |                                                         |                   |                   |                                                         |                                                         |                                                         |                                                         |                                                         |                                                         |  |  |  |  |  |  |  |  |  |  |  |  |  |  |  |  |  |  |  |  |  |  |  |  |  |  |  |  |  |  |  |  |  |  |  |  |
|  |  |  |  | Klasszikus zene (Komolyzene) | Klasszikus zene (Komolyzene) | Klasszikus zene (Komolyzene) | Klasszikus zene (Komolyzene) | Klasszikus zene (Komolyzene)                                           | Klasszikus zene (Komolyzene)                                           |                                                                        |                                                                        | Európán kívüli műzenék (arab, indiai, kínai, japán, indonéziai)        | Európán kívüli műzenék (arab, indiai, kínai, japán, indonéziai)        | Európán kívüli műzenék (arab, indiai, kínai, japán, indonéziai) | Európán kívüli műzenék (arab, indiai, kínai, japán, indonéziai) | Európán kívüli műzenék (arab, indiai, kínai, japán, indonéziai) | Európán kívüli műzenék (arab, indiai, kínai, japán, indonéziai) |         |         | Színházi zene | Színházi zene | Színházi zene | Színházi zene | Színházi zene    | Színházi zene    |                  |                  | Filmzene         | Filmzene         | Filmzene | Filmzene | Filmzene | Filmzene |  |  | Régi szórakoztató zenék (szimfonikus szórakoztató zene) | Régi szórakoztató zenék (szimfonikus szórakoztató zene) | Régi szórakoztató zenék (szimfonikus szórakoztató zene) | Régi szórakoztató zenék (szimfonikus szórakoztató zene) | Régi szórakoztató zenék (szimfonikus szórakoztató zene) | Régi szórakoztató zenék (szimfonikus szórakoztató zene) |                   |                   | Modern szórakoztató zenefajták (könnyűzene, 20. század) | Modern szórakoztató zenefajták (könnyűzene, 20. század) | Modern szórakoztató zenefajták (könnyűzene, 20. század) | Modern szórakoztató zenefajták (könnyűzene, 20. század) | Modern szórakoztató zenefajták (könnyűzene, 20. század) | Modern szórakoztató zenefajták (könnyűzene, 20. század) |  |  |  |  |  |  |  |  |  |  |  |  |  |  |  |  |  |  |  |  |  |  |  |  |  |  |  |  |  |  |  |  |  |  |  |  |
|  |  |  |  | Klasszikus zene (Komolyzene) | Klasszikus zene (Komolyzene) | Klasszikus zene (Komolyzene) | Klasszikus zene (Komolyzene) | Klasszikus zene (Komolyzene)                                           | Klasszikus zene (Komolyzene)                                           |                                                                        |                                                                        | Európán kívüli műzenék (arab, indiai, kínai, japán, indonéziai)        | Európán kívüli műzenék (arab, indiai, kínai, japán, indonéziai)        | Európán kívüli műzenék (arab, indiai, kínai, japán, indonéziai) | Európán kívüli műzenék (arab, indiai, kínai, japán, indonéziai) | Európán kívüli műzenék (arab, indiai, kínai, japán, indonéziai) | Európán kívüli műzenék (arab, indiai, kínai, japán, indonéziai) |         |         | Színházi zene | Színházi zene | Színházi zene | Színházi zene | Színházi zene    | Színházi zene    |                  |                  | Filmzene         | Filmzene         | Filmzene | Filmzene | Filmzene | Filmzene |  |  | Régi szórakoztató zenék (szimfonikus szórakoztató zene) | Régi szórakoztató zenék (szimfonikus szórakoztató zene) | Régi szórakoztató zenék (szimfonikus szórakoztató zene) | Régi szórakoztató zenék (szimfonikus szórakoztató zene) | Régi szórakoztató zenék (szimfonikus szórakoztató zene) | Régi szórakoztató zenék (szimfonikus szórakoztató zene) |                   |                   | Modern szórakoztató zenefajták (könnyűzene, 20. század) | Modern szórakoztató zenefajták (könnyűzene, 20. század) | Modern szórakoztató zenefajták (könnyűzene, 20. század) | Modern szórakoztató zenefajták (könnyűzene, 20. század) | Modern szórakoztató zenefajták (könnyűzene, 20. század) | Modern szórakoztató zenefajták (könnyűzene, 20. század) |  |  |  |  |  |  |  |  |  |  |  |  |  |  |  |  |  |  |  |  |  |  |  |  |  |  |  |  |  |  |  |  |  |  |  |  |

## Zenetörténeti korszakok/stílusok

### Európa
| Történelmi korszak    | Zenetörténeti korszak                                                                                          | Alkorszak / Stílusirányzatok | Ideje                          | Néhány nevezetesebb alkotó |
| --------------------- | --- | --- | ------------------------------ | --- |
| K ö z é p k o r       | K Ö Z É P K O R I E U R Ó P A I Z E N E (Egymást követő alkorszakokkal.)                                       | - a középkori egyszólamú zene kora (600–1150) - a középkori korai többszólamú zene kora (1150–1300) - a középkori többszólamú zene virágkora (1300–1450) | Kr. u. VI. század – 1450 körül | Vitry, Machaut, Landini |
| Ú j k o r             | R E N E S Z Á N S Z Z E N E (Egymást követő alkorszakokkal.)                                                   | - korai reneszánsz zene (1450–1470) - a reneszánsz zene virágkora (1470–1530) - késő reneszánsz zene (1530–1600) | 1450 körül – 1600 körül        | Palestrina, Lassus, Wilbye, Gesualdo |
| Ú j k o r             | B A R O K K Z E N E (Egymást követő alkorszakokkal.)                                                           | - korai barokk zene (1600–1630) - a barokk zene virágkora (1630–1700) - késő barokk zene (1680–1750) | 1600 körül – 1750 körül        | Monteverdi, Schütz, Lully, Purcell, Vivaldi, Telemann, Rameau, Bach, Händel |
| Ú j k o r             | K L A S S Z I C I S T A Z E N E (Egymást követő alkorszakokkal.)                                               | - korai klasszicista zene (1750–1770) - a klasszicista zene virágkora (1770–1820) | 1750 körül – 1820 körül        | Gluck, Haydn, Mozart, Clementi, Cherubini, Beethoven, Schubert |
| Ú j k o r             | R O M A N T I K U S Z E N E (Egymást követő alkorszakokkal.)                                                   | - korai romantikus zene (1820–1840) - a romantikus zene virágkora (1840–1880) - késő romantikus zene (1880–1900) | 1820 körül – 1900 körül        | Mendelssohn, Berlioz, Chopin, Schumann, Wagner, Brahms, Verdi, Bruckner, Csajkovszkij, Smetana, Dvořák |
| L e g ú j a b b k o r | 2 0 – 2 1 . S Z Á Z A D I K O M O L Y Z E N E (Nincs egységes stílusa, több zenei irányzat él egymás mellett.) | - késő romantikus zene (1900–, tovább él) - neoklasszicista zene (1920–) - verista zene (1900–) - impresszionista zene (1900–) - expresszionista zene (1900–1920) - folklorista zene (1900–) - „A hatok” zenéje (1920–) - szeriális zene (dodekafon zene, második bécsi iskola, 1900–) - konkrét zene és elektronikus zene (1950–) - aleatorikus zene (1950–) - minimalista zene (1960–) - bruitista zene | 1900 körül – napjaink          | Mahler, Strauss, Puccini, Debussy, Sibelius, Elgar, Vaughan Williams, Holst, Sztravinszkij, Respighi, Szkrjabin, Schönberg, Prokofjev, Sosztakovics, Hacsaturján, Honegger, Hindemith, Orff, „A hatok”, Messiaen, Cage, Britten, Copland, Stockhausen, Riley, Glass, Penderecki, Pärt |

## Főbb zeneszerzők
Jelentősebb európai klasszikus zeneszerzők időrendben, korstílusok szerinti csoportosításban:

## Komolyzene a könnyűzenében
A 20. században a könnyűzene elterjedésével felfedezték a klasszikus zeneművek könnyűzenei felhasználását is, ez alapvetően két irányt jelent:
- Komolyzenei átíratok: az eredeti, gyakran jól ismert komolyzenei művek instrumentális interpretációi, főleg rock és pop műfajban. Példák: 
  - Hooked on Classics-sorozat 1981-től
  - Ekseption holland rockegyüttes
  - Apollo 100: Joy – Johann Sebastian Bach: „Szív és száj és tett és élet” BWV 147
  - Walter Murphy: Fifth of Beethoven – Ludwig van Beethoven 5. szimfóniájának diszkóverziója
- Könnyűzenei átíratok: könnyűzenei számokban komolyzenei tételek részleges vagy teljes felhasználása. Példák: 
  - Procol Harum: A Whiter Shade of Pale – Johann Sebastian Bach: Air a D-dúr szvitből
  - The Toys: A Lovers Concerto – Johann Sebastian Bach: Menüett G major és G minor
  - Eric Carmen: All by Myself – Sergey Rachmaninov: Piano Concerto No. 2
  - Eric Carmen: Never Gonna Fall in Love Again – Sergey Rachmaninov: 2. szimfónia
  - Queen: It’s a Hard Life – Ruggero Leoncavallo: Bajazzók
  - Billy Joel: This Night – Ludwig van Beethoven: 8. zongoraszonáta (Pathétique)
  - Della Reese: Don't You Know? – Giacomo Puccini: Bohémélet
  - Maroon 5: Memories – Johann Pachelbel: D kánon

## Szakirodalom

### Tematikus kézikönyvek
- Csíkvári Antal: Zenei kistükör, Zeneműkiadó Vállalat, Budapest, 1959
- Darvas Gábor: Zenei ABC, Zeneműkiadó Vállalat, Budapest, 1963
- Neil Ardley – Dave Arthur – Dave Gelly – Susan Sturrock: A zene könyve, Zenemű Kiadó, Budapest, 1983 ISBN 963-330-487-3
- Judy Tatchell: Bevezetés a zene világába – Hangszerek, zeneszerzők, kottaolvasás, tudomány (Usborne-könyvek), ford. Tausz Katalin, Novotrade Kiadó, Budapest, 1991 ISBN 963-585-150-2
- Peter Gammond: Klasszikus zene – Képes enciklopédia, Kossuth Könyvkiadó, Budapest, 1994 ISBN 963-09-3719-0
- Peter Gammond: Opera – Képes enciklopédia, Kossuth Könyvkiadó, Budapest, 1997 ISBN 963-09-3954-1
- Anne Gray: Komolyzenei kalauz, Tericum Kiadó, Budapest, 2005 ISBN 9638453915
- Stanley Sadie: Opera – Képes enciklopédia, Kossuth Könyvkiadó, Budapest, 2005 ISBN 963-094-690-4
- Marcus Weeks: Zene (Műértő-sorozat), ford. Petrányi Judit, Képzőművészeti Kiadó, Budapest, 2005 ISBN 963-337-011-6
- A klasszikus zene, M-Érték Kiadó Kft., Budapest, 2006 ISBN 963-9693-05-7
- Max Wade-Matthews – William Mival: A hangszerek és a zene könyve (ford. Ongrádi Melinda), Cser Kiadó, Budapest, 2006 ISBN 963-9666-05-X
- John Stanley: Klasszikus zene – Mesterek és mesterművek a kezdetektől napjainkig, Kossuth Kiadó, Budapest, 2006 ISBN 9630948354
- Alan Kendall: A klasszikus zene krónikája, Patricia Könyvek, h. n., 2007 ISBN 9789639786011
- 700 év remekművei – Kalandozás a komolyzene világában – 8 CD-vel, TARSAGO Magyarország, Budapest, 2011 ISBN 9789632891583

### Lexikonok
- Zenei lexikon I–II., Győző Andor kiadása, Budapest, 1931
- Hungária zenei lexikon, Hungária Kiadó, Budapest, 1944
- (szerk.) Bartha Dénes: Zenei lexikon I–III., Zeneműkiadó Vállalat, Budapest, 1965
- Várnai Péter – Keszi Imre: Magyar zeneszerzők – Hungarian Composers, Editio Musica, Budapest, 1975 ISBN 963-330-053-3
- Hugo Riemann – Heinz Alfred Brockhaus: Zenei lexikon I–III., Zeneműkiadó Vállalat, Budapest, 1985 ISBN 963-330-540-3
- (szerk.) Székely András: Ki kicsoda a magyar zeneéletben, Zeneműkiadó, Budapest, 1988 ISBN 963-330-672-8
- Frideczky Frigyes: Magyar zeneszerzők, Athenaeum Kiadó, Budapest, 2000 ISBN 963-9261-11-4
- Szalóczy Péter: Elfeledett zeneszerzők, Typotex Kiadó, Budapest, 2007 ISBN 978-963-9664-68-5
- Gérard Denizeau: A zenei műfajok képes enciklopédiája – Újszerű zenetörténet, Rózsavölgyi Kiadó, Budapest, 2009, ISBN 978-963-8776-47-1
- (szerk.) Nádori Attila – Szirányi János: Klasszikus zeneszerzők – Britannica Hungarica kisenciklopédia, Kossuth Kiadó, Budapest, 2014 ISBN 9789630980999

### Egyéb életrajzgyűjtemények
- Harold C. Schonberg: A nagy zeneszerzők élete, Európa Könyvkiadó, Budapest, 1998 ISBN 963-07-6334-6
- (szerk.) Anthony Hopkins: Nagy zeneszerzők – Képes útmutató a világ leghíresebb zeneszerzőinek életéhez és műveihez, Etűd Könyvkiadó, Budapest, 1995 ISBN 963-8516-43-7
- Frideczky Frigyes: Magyar zeneszerzők, Athenaeum 2000 Kiadó, Budapest, é. n. ISBN 963-9261-11-4
- Eduardo Rescigno – Rubens Tedeschi – Mascheroni Anna – Alberta Melanotte: Nagy zeneszerzők és műveik, SubRosa Kiadó, Budapest, 1995 ISBN 9638516437
- Világhíres zeneszerzők 1–20. – CD-vel – A Royal Filharmonikus Zenekar előadásában, Kossuth Kiadó, Budapest, 2011 ISBN 978-963-09-6608-5
- Kis zenei könyvtár sorozat (Gondolat Könyvkiadó, Budapest, 1960-as évek)

### Zeneműismertetések
Általános zeneműismertető kézikönyvek:
- Incze Henrik: Operai kalauz – Operaszövegek tartalma különös tekintettel a Budapesti M. Kir. Operaház műsorára, Zipser és König, Budapest, 1897
- Papp Viktor: Zenekönyv rádióhallgatók számára – Zenekari esték I–II., Stádium Sajtóvállalat Részvénytársaság, Budapest, é. n. [1920-as évek]
- Lányi Viktor: Opera-kalauz, Rózsavölgyi és Társa, Budapest, 1937
- Demény Dezső – Meszlényi Róbert: Hangverseny kalauz I–II. – Szinfóniák, szinfónikus költemények, nyitányok [I. kötet] – Karművek (oratóriumok, passiók, misék és egyéb karművek), koncertek (versenyművek hegedűre, zongorára és egyéb hangszerekre) [II. kötet], Rózsavölgyi és Társa, Budapest, é. n. [1940-es évek]
- (szerk.) Szabolcsi Bence: Dolgozók hangversenykalauza, Népszava a Szakszervezeti Tanács Könyvkiadóvállalata, Budapest, é. n. [1950 körül]
- Gál György Sándor – Somogyi Vilmos: Operettek könyve – Az operett regényes története, Zeneműkiadó Vállalat, Budapest, 1960
- Tóth Dénes: Hangversenykalauz – Klasszikus zene – Romantikus és modern zene, Zeneműkiadó Vállalat, Budapest, 1962
- Gál György Sándor – Balassa Imre: Operák könyve I–II., Zeneműkiadó Vállalat, Budapest, 1962
- Gál György Sándor: Új operakalauz I–II., Zeneműkiadó Vállalat, Budapest, 1978 ISBN 963-330-240-4
- Pándi Marianne: Hangversenykalauz I–IV. – Zenekari művek – Versenyművek – Kamaraművek – Zongoraművek, Zeneműkiadó Vállalat, Budapest, 1980 ISBN 963-330-323-0
- Németh Amádé: Operaritkaságok, Zeneműkiadó Vállalat, Budapest, 1980 ISBN 963-330-349-4
- Várnai Péter: Oratóriumok könyve, Zeneműkiadó Vállalat, Budapest, 1983, ISBN 963-330-469-5
- Kertész Iván: Operakalauz, Fiesta Kft.-Saxum Kft., Budapest, 1997, ISBN 963-9258-04-0
- Németh Amádé: Operakalauz – másként – Gyermekeknek, fiataloknak és minden érdeklődőnek, Anno Kiadó, Budapest, é. n. [2000 körül] ISBN 963-375-115-2
- Winkler Gábor: Barangolás az operák világában I–IV., Tudomány Kiadó, Budapest, 2004 ISBN 963-819-441-3

Sorozatok:
- Operaismertetők sorozat (Singer és Wolfner Irodalmi Intézet Rt., Budapest, 1920-as évek)
- Operaszövegkönyvek sorozat (Zeneműkiadó Vállalat, Budapest, 1950-es évek)
- Világhíres zeneszerzők 1-20 – CD-vel, Kossuth Kiadó, Budapest, 2011
- Világhíres operák 1-21-ig – CD-vel, Kossuth Kiadó, Budapest, 2012
- Híres operettek 1-20-ig – CD-vel, Kossuth Kiadó, Budapest, 2013

Egyes zeneszerzők műveinek ismertetése:
- Max Burkhardt: Wagner zenedrámái – Az operák szövege és zenei magyarázata, Kultúra Könyvkiadó és Nyomda R.T., Budapest, é. n. [1920-as évek]
- Bartha Dénes: Beethoven és kilenc szimfóniája,  Zeneműkiadó Vállalat, Budapest, 1975, ISBN 963-330-046-0
- Spike Hughes: Mozart operakalauz, Zeneműkiadó Vállalat, Budapest, 1976 ISBN 963-330-148-3
- Erich Rappl: Wagner operakalauz, Zeneműkiadó Vállalat, Budapest, 1976 ISBN 963-330-132-7
- Várnai Péter: Verdi operakalauz, Zeneműkiadó Vállalat, Budapest, 1978 ISBN 963-330-259-5
- Kroó György: Bartók operakalauz, Zeneműkiadó Vállalat, Budapest, 1980 ISBN 963-330-334-6
- Maurice J. E. Brown – J. A. Westrup – Philip Radcliffe: Schubert kalauz – Szimfóniák, kamarazene, zongoraszonáták, dalok, Zeneműkiadó Vállalat, Budapest, 1980 ISBN 963-330-380-X

### Bibliográfia
- (szerk.) Csomor Tibor: A muzsika világában – Válogatott zenei könyvek, tanulmányok és folyóiratcikkek bibliográfiája, Fővárosi Szabó Ervin Könyvtár, Budapest, 1964